# Isabelle d'Orléans-Bragance
Pour les articles homonymes, voir Isabelle d’Orléans.
Titre
Épouse du prétendant orléaniste
au trône de France
25 août 1940 – 19 juin 1999
(58 ans, 9 mois et 25 jours)
Isabelle d’Orléans-Bragance, née à Eu (Seine-Maritime) le 13 août 1911 et morte à Paris (16e arrondissement) le 5 juillet 2003, est l'épouse d'Henri d’Orléans. Au titre d'épouse du prétendant orléaniste au trône de France, de 1940 à 1999, elle porte le titre de courtoisie de comtesse de Paris.

## Biographie

### Naissance

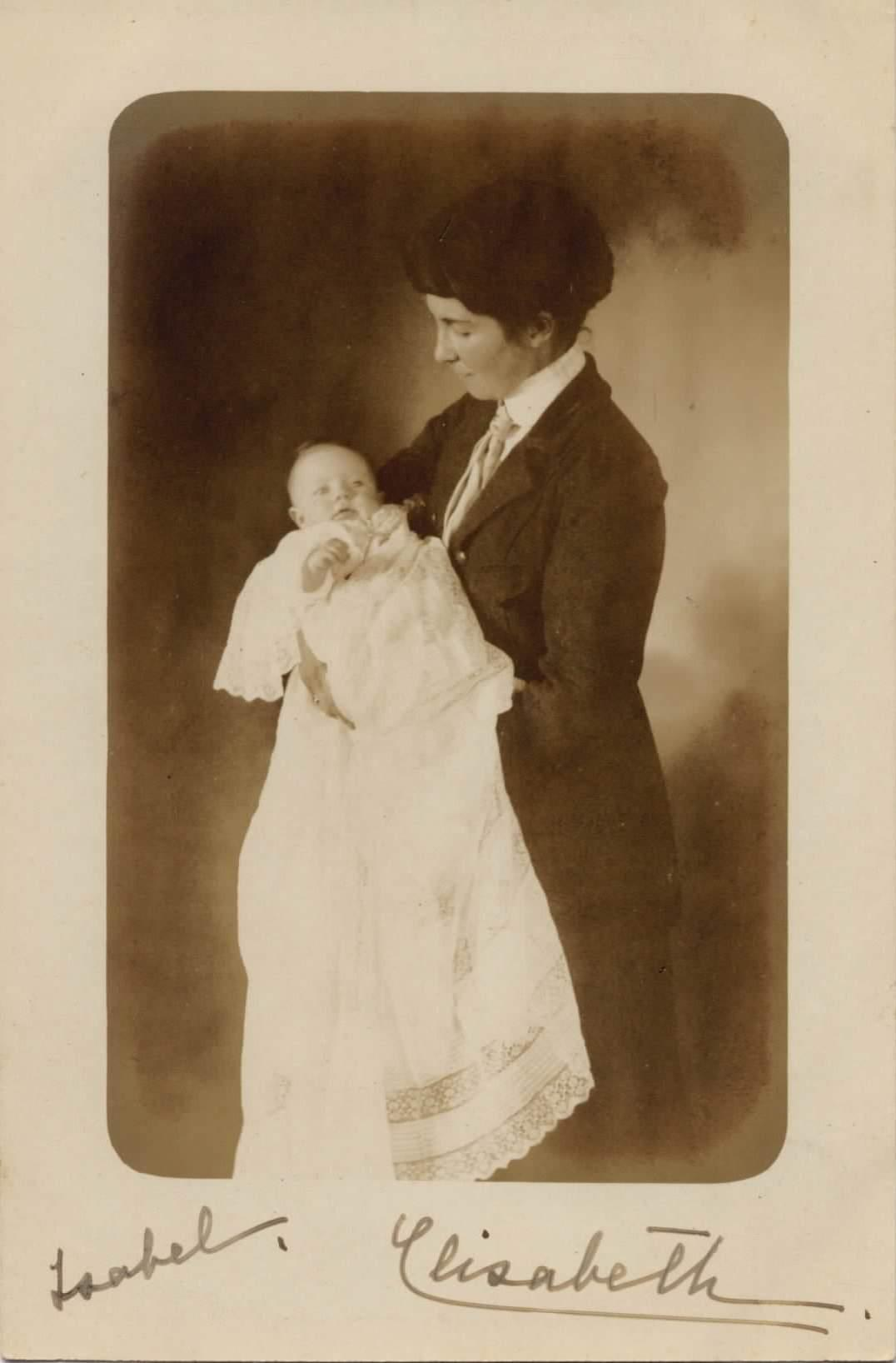
Isabelle dans les bras de sa mère vers 1911.

Son état civil complet est Isabelle Marie Amélie Louise Victoire Thérèse Jeanne d'Orléans et Bragance. 
Elle est baptisée à Eu le 15 août 1911. Ses parrain et marraine sont ses grands-parents paternels, Gaston d’Orléans, comte d'Eu, et Isabelle du Brésil, princesse impériale du Brésil (1846-1921).
Isabelle d’Orléans-Bragance est la fille aînée du prince Pierre d’Alcántara d’Orléans-Bragance (1875-1940) et de son épouse, née comtesse Élisabeth Dobrzensky de Dobrzenicz (1875-1951). Elle passe une grande partie de son enfance en Normandie, au château d'Eu, en compagnie de ses parents et de ses grands-parents, soumis à la loi d'exil qui touche l'ancienne famille impériale brésilienne.

### Mariage et descendance

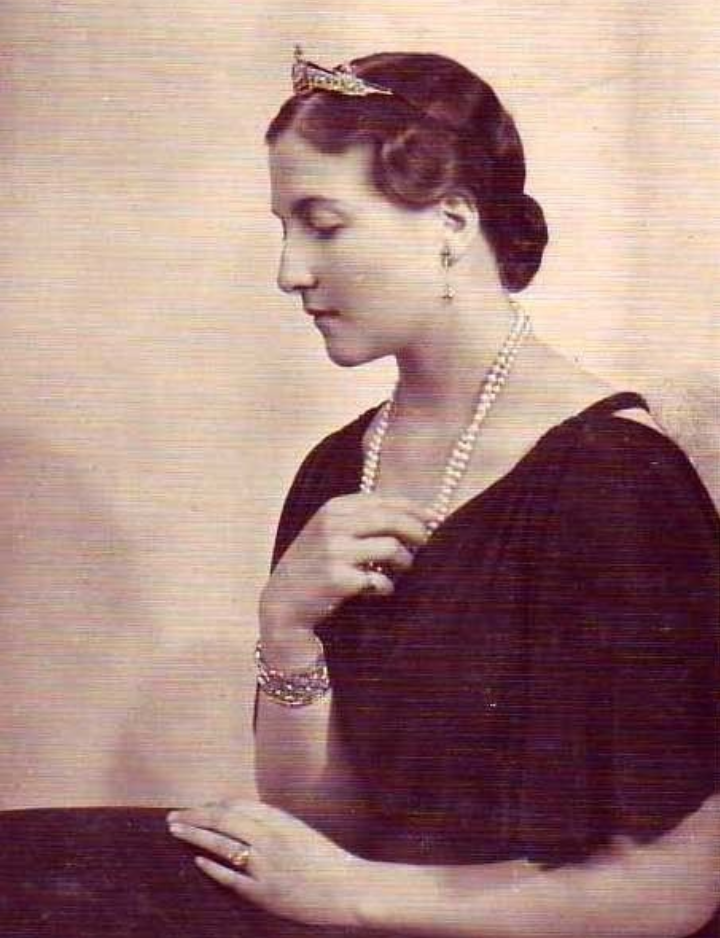
Isabelle d’Orléans-Bragance avant 1930.

Le 8 avril 1931, elle épouse son cousin Henri d’Orléans (titré à sa majorité comte de Paris par son père Jean d'Orléans, duc de Guise). Le mariage, célébré par le cardinal Luigi Lavitrano — à l'époque archevêque de Palerme —, a pour témoins : Charles de Bourbon-Siciles (cousin germain du comte de Paris et fils de Louise d'Orléans), le duc des Pouilles, Pierre-Gaston d'Orléans-Bragance (frère de la comtesse de Paris) et le prince Adam Ludwik Czartoryski (petit-fils de Louis d'Orléans, duc de Nemours).  
Le comte de Paris et la comtesse de Paris sont parents de onze enfants : 
- Isabelle (née en 1932), comtesse de Schönborn-Buchheim ;
- Henri (1933-2019), chef de la maison d'Orléans et prétendant orléaniste au trône de France à la mort de son père en 1999 ;
- Hélène (née en 1934), comtesse Evrard de Limburg Stirum ;
- François (1935-1960) ;
- Anne (née en 1938), duchesse de Calabre ;
- Diane (née en 1940), duchesse de Wurtemberg ;
- Michel (né en 1941), comte d'Evreux ;
- Jacques (né en 1941), duc d'Orléans ;
- Claude (née en 1943), duchesse d'Aoste ;
- Chantal (née en 1946), baronne François-Xavier de Sambucy de Sorgue ;
- Thibaut (1948-1983), comte de la Marche.

La descendance actuelle est de 40 petits-enfants et, à ce jour, de 119 arrière-petits-enfants
Elle participe très activement à des voyages en province après la loi de fin d'exil de 1950[réf. nécessaire].
Comme épouse puis veuve d'Henri d'Orléans (chef de la maison d’Orléans et prétendant au trône pour les orléanistes), Isabelle d'Orléans-Bragance faisait usage des pleines armes de France accolées aux armes impériales brésiliennes (Orleans e Bragança).
Dès les années 1970, la comtesse de Paris s'installe dans un vaste appartement parisien, situé dans un immeuble du 8e arrondissement appartenant à la famille d’Orléans, séjournant régulièrement dans le pavillon Montpensier situé dans la partie privée du parc du château d'Eu. 
Elle partage son temps entre sa famille, ses multiples activités mondaines et sollicitations, l’écriture et de nombreuses associations dont elle s'occupe, au premier rang desquels l’Association des amis du Musée Louis-Philippe du château d’Eu, dont elle était la présidente-fondatrice depuis 1985 et le prix littéraire Hugues-Capet.
Isabelle d’Orléans-Bragance publie ses mémoires, en 1978 et 1981 et des biographies historiques comme Blanche de Castille ou Marie-Amélie, reine des Français, ainsi que des ouvrages autobiographiques comme Mon bonheur d’être grand-mère (1995) et L’Album de ma vie (2002).
Morte le 5 juillet 2003, Isabelle d’Orléans-Bragance est inhumée le 11 juillet suivant dans la chapelle royale Saint-Louis de Dreux, nécropole des Orléans. Ce domaine est ouvert à la visite.

## Ascendance
|  |                                                  |  |  |  |  |  |  |  |  |  |  |  |  |
|  | 8. Louis d'Orléans                               |  |  |  |  |  |  |  |  |  |  |  |  |
|  |                                                  |  |  |  |  |  |  |  |  |  |  |  |  |
|  |                                                  |  |  |  |  |  |  |  |  |  |  |  |  |
|  | 4. Gaston d'Orléans                              |  |  |  |  |  |  |  |  |  |  |  |  |
|  |                                                  |  |  |  |  |  |  |  |  |  |  |  |  |
|  |                                                  |  |  |  |  |  |  |  |  |  |  |  |  |
|  | 9. Victoire de Saxe-Cobourg-Gotha                |  |  |  |  |  |  |  |  |  |  |  |  |
|  |                                                  |  |  |  |  |  |  |  |  |  |  |  |  |
|  |                                                  |  |  |  |  |  |  |  |  |  |  |  |  |
|  | 2. Pierre d'Orléans-Bragance                     |  |  |  |  |  |  |  |  |  |  |  |  |
|  |                                                  |  |  |  |  |  |  |  |  |  |  |  |  |
|  |                                                  |  |  |  |  |  |  |  |  |  |  |  |  |
|  | 10. Pierre II du Brésil                          |  |  |  |  |  |  |  |  |  |  |  |  |
|  |                                                  |  |  |  |  |  |  |  |  |  |  |  |  |
|  |                                                  |  |  |  |  |  |  |  |  |  |  |  |  |
|  | 5. Isabelle du Brésil                            |  |  |  |  |  |  |  |  |  |  |  |  |
|  |                                                  |  |  |  |  |  |  |  |  |  |  |  |  |
|  |                                                  |  |  |  |  |  |  |  |  |  |  |  |  |
|  | 11. Thérèse-Christine de Bourbon-Siciles         |  |  |  |  |  |  |  |  |  |  |  |  |
|  |                                                  |  |  |  |  |  |  |  |  |  |  |  |  |
|  |                                                  |  |  |  |  |  |  |  |  |  |  |  |  |
|  | 1. Isabelle d'Orléans-Bragance                   |  |  |  |  |  |  |  |  |  |  |  |  |
|  |                                                  |  |  |  |  |  |  |  |  |  |  |  |  |
|  |                                                  |  |  |  |  |  |  |  |  |  |  |  |  |
|  | 12. Johann Nepomuk II Dobrženský de Dobrženitz   |  |  |  |  |  |  |  |  |  |  |  |  |
|  |                                                  |  |  |  |  |  |  |  |  |  |  |  |  |
|  |                                                  |  |  |  |  |  |  |  |  |  |  |  |  |
|  | 6. Jean Wenceslas Dobrzensky de Dobrzenicz       |  |  |  |  |  |  |  |  |  |  |  |  |
|  |                                                  |  |  |  |  |  |  |  |  |  |  |  |  |
|  |                                                  |  |  |  |  |  |  |  |  |  |  |  |  |
|  | 13. Marie Friederike Wanczura de Rzehnicz        |  |  |  |  |  |  |  |  |  |  |  |  |
|  |                                                  |  |  |  |  |  |  |  |  |  |  |  |  |
|  |                                                  |  |  |  |  |  |  |  |  |  |  |  |  |
|  | 3. Élisabeth Dobrzensky de Dobrzenicz            |  |  |  |  |  |  |  |  |  |  |  |  |
|  |                                                  |  |  |  |  |  |  |  |  |  |  |  |  |
|  |                                                  |  |  |  |  |  |  |  |  |  |  |  |  |
|  | 14. Josef Kottulinsky de Kottulin et Krzizkowitz |  |  |  |  |  |  |  |  |  |  |  |  |
|  |                                                  |  |  |  |  |  |  |  |  |  |  |  |  |
|  |                                                  |  |  |  |  |  |  |  |  |  |  |  |  |
|  | 7. Élisabeth Kottulinsky de Kottulin             |  |  |  |  |  |  |  |  |  |  |  |  |
|  |                                                  |  |  |  |  |  |  |  |  |  |  |  |  |
|  |                                                  |  |  |  |  |  |  |  |  |  |  |  |  |
|  | 15. Adelheid d'Attems-Heiligenkreuz              |  |  |  |  |  |  |  |  |  |  |  |  |
|  |                                                  |  |  |  |  |  |  |  |  |  |  |  |  |
|  |                                                  |  |  |  |  |  |  |  |  |  |  |  |  |

## Titulature et décorations

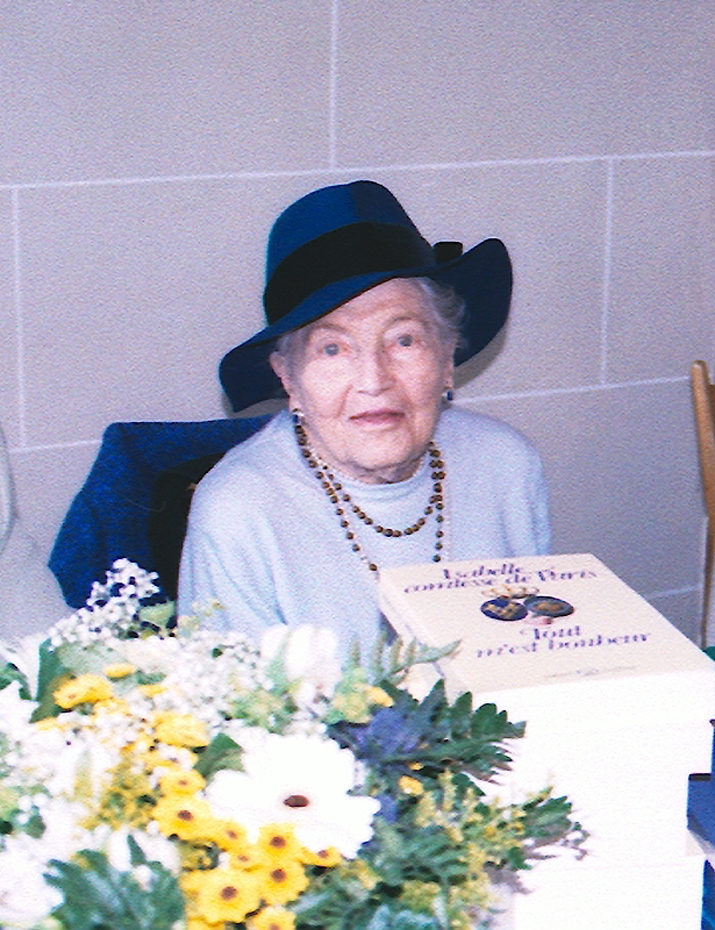
Isabelle d’Orléans-Bragance en 1998.

### Titulature au Brésil
Les titres portés actuellement par les membres de la maison d'Orléans-Bragance n'ont pas d’existence juridique au Brésil et sont considérés comme des titres de courtoisie. Ils sont attribués par le « chef de maison ».
Pour certains auteurs, comme Guy Coutant de Saisseval, elle est :
- 13 août 1911 - 5 juillet 2003 : Son Altesse Impériale et Royale la princesse Isabel de Orleans e Bragança e Dobrzensky de Dobrzenicz (comme enfant premier-né[N 1] d'un prétendant au trône du Brésil)

Cette titulature n'est cependant pas reconnue par tous les historiens. Philippe de Montjouvent considère ainsi que « du fait de la renonciation de 1908, les descendants du prince Pierre d'Alcantara (1875-1940) ne sont plus dynastes au Brésil et ne portent ni titres ni prédicats brésiliens ».

### Titulature en France
Les titres portés actuellement par les membres de la maison d'Orléans n'ont pas d’existence juridique en France et sont considérés comme des titres de courtoisie. Ils sont attribués par le « chef de maison ».
- 13 août 1911 - 8 avril 1931 : Son Altesse Royale la princesse Isabelle d'Orléans-Bragance (selon le « pacte de famille » du 26 avril 1909) ;
- 8 avril 1931 - 25 août 1940 : Son Altesse Royale la comtesse de Paris, dauphine de France ;
- 25 août 1940 - 5 juillet 2003 : Son Altesse Royale la comtesse de Paris.

### Décorations dynastiques étrangères
- Dame de l’ordre de la Croix étoilée (maison de Habsbourg-Lorraine)[8]

## Publications
Ouvrages signés « Isabelle, comtesse de Paris »
- Tout m’est bonheur (souvenirs), Éditions Robert Laffont, coll. « Vécu », Paris, 1978. 440 p.-[16] p. de pl. ; 24 cm.  (ISBN 2-221-00107-9).
- Les Chemins creux (souvenirs, suite de Tout m’est bonheur), Éditions Robert Laffont, coll. « Vécu », Paris, 1981. 274 p.-[16] p. de pl. ; 24 cm.  (ISBN 2-221-00817-0).
- Blanche de Castille, mon aïeule (biographie), Éditions Robert Laffont, Paris, 1991. 282 p. ; 24 cm.  (ISBN 2-221-07093-3).
- Moi, Marie-Antoinette (biographie romancée), Éditions Robert Laffont, Paris, 1993. 237 p. ; 24 cm.  (ISBN 2-221-07485-8).
- Mon bonheur d'être grand-mère (souvenirs), Éditions Robert Laffont, Paris, 1995. 138 p.
- La reine Marie-Amélie [Texte imprimé] : grand-mère de l’Europe (biographie), Éditions Perrin, Paris, 1998. 474 p.-[12] p. de pl. ; 23 cm.  (ISBN 2-262-01451-5).
- L’album de ma vie (souvenirs, avec la collaboration de Cyrille Boulay), Éditions Perrin, coll. « les Souvenirs du Gotha », Paris, 2002. 111 p. ; 29 cm.  (ISBN 2-262-01832-4).